# 石垣ケーブルテレビ
石垣ケーブルテレビ株式会社（いしがきケーブルテレビ）は、沖縄県石垣市をサービスエリアとする日本のケーブルテレビ局である。

## 概要
通常の地上波、自主放送、衛星波（BSとCS）に加え、沖縄県内に系列テレビ局を持たない日本テレビとテレビ東京の番組を、ICTチャンネル（自社放送チャンネル）を使って時差配信している。また、ICTチャンネルで土曜日・日曜日に放送している「ウイークリー八重山」は、那覇市などをサービスエリアとする沖縄ケーブルネットワーク（OCN）でも翌週に放送されている。
デジタル放送サービスについては2009年2月9日に総務省沖縄総合通信事務所から許可を受けNHK沖縄放送局の地上波2系統の再送信を開始した が、チャンネルがサイトに掲載されない状況がアナログテレビジョン放送の終了まで続いた。またアナログサービスが2011年7月4日からそっくりそのまま「デジ・アナ変換」に移行した。但し、デジタル化対応が済んだ地域ではそれに伴い順次アナログサービスへの新規加入ができなくなっている。
琉球朝日放送については、2009年10月21日にデジタル新局として開局したのを機に、宮古島市の宮古テレビとともに再送信を開始（この当時はQAB以外のアナログチャンネルも配信していたが、QABは当初からデジアナ変換による放送のためレターボックス16:9サイズで放送していた）。これに伴い、テレビ朝日の番組については時差配信を取り止めた 。
また、日テレとテレ東の地上波フルネットが存在しないことに配慮して、アナログ標準コース でBS日テレとBSテレ東（旧BSジャパン）を配信しているが、BS日テレはオリジナル放送が主であり、日テレ系の番組をリアルタイムで視聴することは事実上出来ない。テレビ東京系についてはBSテレ東で相当数を見ることが出来る。
なお、1993年12月16日に、RBCテレビとOTV（沖縄テレビ）が石垣島に中継局を開設するまでは、両局のニュース番組、及びそれぞれの系列であるTBSテレビ、フジテレビの番組を一部時差放送していた。
80年代、石垣空港移設問題を取材して、「NNNドキュメント」の30分番組として放送されたこともある。

## 主な放送チャンネル

### 凡例
- 公式サイトにおいて論理チャンネル番号は代表番号のみ記載されている。
- ch…「基本コース」（8局）以上で視聴可能
- ch…「BSパススルーコース」（23局）以上で視聴可能
- ch…「CSパススルーコース」（44局）のみで視聴可能

- ch※…各コースのオプション。ベースとなるコースとは別に契約が必要だが、様々な種類があるので、公式サイトを参照。

### テレビ局
| デジタル                       | 放送局                         |
| 基本コース（地上波カテゴリー） | 基本コース（地上波カテゴリー） |
| ------------------------------ | ------------------------------ |
| 011                            | NHK沖縄総合                    |
| 021                            | NHK沖縄Eテレ                   |
| 031                            | RBC琉球放送                    |
| 051                            | QAB琉球朝日放送                |
| 081                            | OTV沖縄テレビ放送              |
| 091                            | 八重山チャンネル3(QVC)         |
| 111                            | 八重山チャンネル               |
| 113                            | 八重山チャンネル2              |
| BSパススルーコース             |                                |
| 101                            | NHK BS                         |
| 141                            | BS日テレ                       |
| 151                            | BS朝日                         |
| 161                            | BS-TBS                         |
| 171                            | BSテレ東                       |
| 181                            | BSフジ                         |
| 191※                           | WOWOWプライム                  |
| 192※                           | WOWOWライブ                    |
| 193※                           | WOWOWシネマ                    |
| 200                            | BS10                           |
| 201※                           | BS10スターチャンネル           |
| 211                            | BS11                           |
| 222                            | Twellv                         |
| 231                            | 放送大学テレビ                 |
| 260                            | J:COM BS                       |
| 265                            | BSよしもと                     |
| 4K101                          | NHK BSプレミアム4K             |
| 4K141                          | BS日テレ 4K                    |
| 4K151                          | BS朝日 4K                      |
| 4K161                          | BS-TBS 4K                      |
| 4K171                          | BSテレ東 4K                    |
| 4K181                          | BSフジ 4K                      |
| 4K211                          | ショップチャンネル 4K          |
| 4K221                          | 4K QVC                         |
| CSパススルーコース             |                                |
| 055                            | ショップチャンネル             |
| 161                            | QVC                            |
| 223                            | チャンネルNECO                 |
| 227                            | ザ・シネマ                     |
| 250                            | スカイA                        |
| 254                            | GAORA SPORTS                   |
| 257                            | 日テレジータス                 |
| 293                            | ファミリー劇場                 |
| 294                            | ホームドラマチャンネル         |
| 295                            | MONDO TV                       |
| 296                            | TBSチャンネル1                 |
| 298                            | テレ朝チャンネル1              |
| 299                            | テレ朝チャンネル2              |
| 310                            | スーパードラマTV               |
| 322                            | スペースシャワーTV             |
| 329                            | 歌謡ポップスチャンネル         |
| 330                            | キッズステーション             |
| 342                            | ヒストリーチャンネル           |
| 351                            | TBS NEWS                       |
| 354                            | CNNj                           |
| 363                            | 囲碁将棋チャンネル             |
| 236                            | BSアニマックス                 |
| 251                            | BS釣りビジョン                 |

## 石垣ケーブルテレビで放送されていた番組
☆の番組は現在も放送中。
- それいけ!アンパンマン☆（現在はRBCで放送）
- ツヨシ、しっかりしなさい（ドラマ版）
- RBCエリアレポート
- OTVイブニングワイド→OTVスーパータイム
- 誘われて二人旅
- パオパオチャンネル
- 池中玄太80キロ（1989年版）
- 美味しんぼ
- トゥナイト
- おはよう!サンデー
- 午後は○○おもいッきりテレビ
- お笑いマンガ道場
- 三枝の爆笑夫婦
- 気分は名探偵
- 木曜スペシャル
- なぜか、ドラキュラ
- モーニングショー（第1期。現在の「羽鳥慎一モーニングショー」はQABで放送）
- 火曜サスペンス劇場（OTVでは土曜サスペンス劇場として土曜日正午に放送されていた）
- 象印クイズ ヒントでピント（途中打ち切り）
- 徹子の部屋☆（途中打ち切り→現在はQABで放送）
- 森田一義アワー 笑っていいとも!（→OTVで放送）
- 欽ドン!良い子悪い子普通の子
- らんま1/2
- 太陽にほえろ!（現在はファミリー劇場(751ch)および日テレプラス ドラマ・アニメ・音楽ライブ(当局では再送信無し)で放送中）
- テレビ三面記事 ウィークエンダー （金曜10時頃に放送していた）

※1992年に宮古島・石垣島の地上波アナログテレビ中継局が完成する以前は、全国ネット番組以外にも、OTV及びRBC制作の夕方のローカルニュースを、翌日の昼間に時差放送していた。

## その他
- 2008年4月23日のフジ系｢笑っていいとも!｣(県内では沖縄テレビ(当局でも再送信あり)で放送)で“沖縄県の石垣ケーブルテレビ(当局)で天気予報と一緒に紹介されている｢○○指数｣とは?”というクイズが出された。答えは、｢泡盛喉ごし指数｣である。なお、2010年7月29日の日テレ系｢DON!｣(県内では未放送)でも｢泡盛喉ごし指数｣が放送されているのを紹介された。